# Dixie Dansercoer
Dixie Dansercoer (Nieuwpoort, 12 de julio de 1962-Qaanaaq, 7 de junio de 2021) fue un explorador belga, atleta de alta resistencia, consultor polar y fotógrafo. Obtuvo récords y ganó varios premios por mountain bike en gran altitud, windsurf, ultramaratones y grabaciones de expediciones, la mayoría polares.

## Biografía
Como estudiante, estudió un año en Moscú, Idaho, con AFS Intercultural Programs en 1980.
En 1997-1998 rompió el récord de cruzar la Antártida junto con Alain Hubert. 
En 2005 Dixie junto a Troy Henkels, luego de muchos años de preparación y logística (fue un trabajo muy duro con el Gobierno de Rusia) intentaron ser los primeros en cruzar de Alaska a Rusia a la región que normalmente está prohibido visitar de Distrito autónomo de Chukotka, aventura que fue abortada al no poder realizarse exitosamente. Existe un documental llamado 2006 - Swept Away - Bering Strait Odyssey Expedition.
En 2006, la Agencia Espacial Europea encargó a Hubert y a él medir la cobertura de nieve en el Ártico para calibrar las medidas tomadas por el satélite CryoSat 2. Los dos salieron de Cabo Ártico, Siberia el 1 de marzo del 2007. Ellos alcanzaron el Polo norte después de 55 días y luego llegaron a Groenlandia después de 51 días. Esta fue la primera vez que alguien ha caminado desde Siberia a Groenlandia. En 2008, el lideró "In the wake of the Belgica expedition", una reedición de la Expedición Antártica Belga.
En 2011-2012 recorrió la Ántartida junto a Sam Deltour usando snowkiting en un recorrido histórico de 5013 kilómetros (4/115 millas) en una trayectoria circular.
En 2014, Dixie y Eric McNair-Landry realizaron la primera circunnavegación sobre el hielo en Groenlandia, con 4.040 kilómetros (2.510 millas) como distancia total de recorrido.
Durante todas las expediciones, siempre colaboró de alguna forma con misiones científicas para diferentes organismos gubernamentales y/o universidades, aprovechando las expediciones a sitios remotos, es posible medir el hielo, pérdida de glaciares, calentamiento global, etc.
Dixie Dansercoer es cofundador con Eric Bonnem y otros exploradores (como Gilles Elkaim, Phillippe Frey, etc) Expeditions Unlimited en 2011.
Junto a la ultracorredora Erik Michels y Cristoph Vandewiele, Dicie es cofundador del afamado Polar Running Expeditions en 2018, un sitio de un nuevo tipo de expediciones polares a un ritmo muy rápido.

## Muerte
El 8 de mayo salió de expedición por el sur de Groenlandia junto a una neerlandesa y a un canadiense. El 16 de mayo las condiciones climáticas eran inclementes y la neerlandesa abandonó la expedición, Dansercoer continuó junto al canadiense, Sébastien Audy. En junio la nieve en Groenlandia comienza a derretirse lo que hace que las capas de nieve se agrieten. El 7 de junio Dansercoer trató de pasar con su trineo por una fina capa de nieve, que se quebró, precipitándolo hacia el fondo de una grieta junto a su trineo. El canadiense Audy, logró separarse a tiempo y no cayó. Inmediatamente se comunicó con los servicios de emergencia y el helicóptero con rescatistas llegó a las 4 horas. Uno de ellos descendió por la grieta 40 metros sin lograr encontrar el cuerpo, aunque sí vio el trineo 25 metros más abajo.
El jefe de prensa y amigo de Dansercoer dijo «es poco probable que el cuerpo del explorador se recupere tampoco en el futuro. El agujero es muy profundo. Sería una operación extremadamente arriesgada».
Luego de seis horas la búsqueda se suspendió ya que la posibilidad de supervivencia de una caída desde esa altura es poco probable.